# Viet quyen anh
 (mars 2010).
Si vous disposez d'ouvrages ou d'articles de référence ou si vous connaissez des sites web de qualité traitant du thème abordé ici, merci de compléter l'article en donnant les références utiles à sa vérifiabilité et en les liant à la section « Notes et références ».

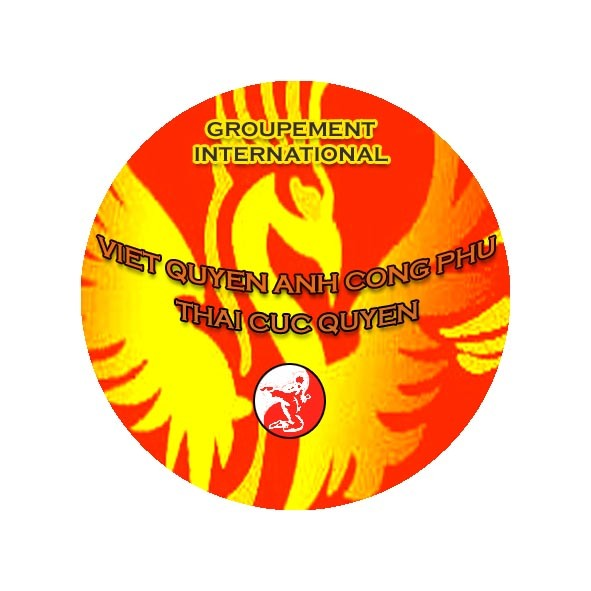
Logo du groupement international

Le Viet quyen anh cong phu est le nom choisi en France pour désigner les boxes vietnamiennes (quyen-anh). Il désigne des arts martiaux sino-vietnamiens utilisant les techniques de percussion avec les membres inférieurs (pieds et genoux), les membres supérieurs (poings, mains ouvertes, coudes), les projections et les immobilisations. Les armes traditionnelles sont également au programme d'enseignement (bâton long, épée, sabre, poignard, doubles poignards vietnamiens, etc.)
Le terme de cong phu est l'équivalent vietnamien de kung fu, il a été ajouté à la suite du terme quyen anh par les fondateurs pour marquer leur attachement au côté traditionnel des arts martiaux du Vietnam et de la Chine. Le terme Viet quyen anh a été choisi par des pratiquants d'arts martiaux vietnamiens et sino-vietnamiens de haut niveau, tous initialement issus du mouvement viet vo dao né en France au début des années 1970, ou du mouvement viet quyen thuat et thai cuc (boxes sino-vietnamiennes) fondé lui-même en l'an 2000.

## Historique
De création récente, cette organisation revendique cependant un attachement profond à la tradition martiale et philosophique des pays d'origine, et l'on y travaille plusieurs dizaines de thao quyen (équivalents des katas) ou song luyen (travail combiné à deux). 
Dès sa création cette organisation d'arts martiaux traditionnels a effectué certaines actions :
- Protection du nom au sein de l'Institut national de la propriété industrielle[1]
- Mise en place d'une Politique de développement fondée sur l'ouverture aux différents styles d'arts martiaux sino-vietnamiens.
- Création d'un nouveau système de grades et d'échelle[2]
- Publication d'un programme de formation technique[3]
- Instauration d'une épreuve dite du "couloir de combattants"

Ce Groupement International est également dépositaire du terme Thai cuc quyen qui est le nom vietnamien du tai chi chuan lui-même originaire de Chine. 

## Le Thai cuc quyen
Le thai cuc quyen est une discipline martiale dont les portées thérapeutiques sont multiples. Pratiqué bien souvent au ralenti le thai cuc (nom le plus souvent usité ou taidji), est un anti stress par excellence. Les mouvements exécutés par les pratiquants trouvent néanmoins une application en combat comme dans tous les arts martiaux.
Chaque séquence de mouvement porte en elle un nom poétique et une signification philosophique profonde. Il existe par exemple 8 cycles de travail représentant :
- la terre où l'homme prend conscience de la nécessité d'un éveil spirituel ;
- l'homme qui œuvre pour atteindre cet éveil et l'illumination avec les difficultés inhérentes à ce chemin ;
- le ciel représentant l'atteinte de l'éveil puisque le travail de ce cycle y est plus subtil.

Chaque mouvement à l'intérieur des cycles est également chargé de symbolique. Lorsque la bonne personne qui cultive samadhi a mis fin au skandha de la pensée, elle habituellement exempte de rêves et de pensées oiseuses, elle reste donc la même, que ce soit à l'état de veille or à l'état de sommeil. Son esprit est conscient, clair, vide et immobile, comme un ciel sans nuage, dépourvu de toute impression sensorielle grossière.
Cette discipline appartient aux courants dits "internes" des arts martiaux. Elle est présentée comme le complément indispensable et le "pendant doux et souple" du viet quyen anh, qui apparaît lui-même comme plus dur et physique et très axé sur la self défense.
Au moyen de la sphère sensorielle, la vue, l’ouïe, l'odorat, le goût, le toucher, le mental, ce que vous percevez, ressentez, connaissez, votre attirance à la matérialité, au corps, à la forme, vos constructions mentales, ne peuvent être vus comme une individualité, car c'est inconstant, car cela ne prend naissance nulle part, ni ne finit nulle part, c'est une illusion, vide de soi, vacuité.
Ainsi le philosophe qui croit au concept se fait avoir par l'illusion des mots, en leur donnant une réalité alors qu'ils n'en ont aucune. La réalité est au-delà des mots. Le sens et la vérité ne sont pas individuels, alors qu'ils sont interprétés par des esprits individuels, les mots sont sujets au discrimination alors que le sens et vérité ne le sont pas. Ce qui n'empêche pas les mots d'exprimer la vérité sinon il n'existerait pas d'enseignement, tant qu'ils ne dévient pas du sens qu'ils expriment.
C'est pour cela que les sots qui se complaisent dans les mots n'ont pas compris que les mots sont une création de l'esprit, et n'existent pas par eux-mêmes, et ne peuvent décrire la réalité qui est sans individualité, ainsi il y a non perception, non ressentie, non connaissance, non attirance à la forme, non constructions mentales, non individualité de nous-même.

## Le mouvement international
Le groupement international viet quyen anh cong phu et thai cuc quyen est une association de type fédération sportive, il a une vocation internationale, et propose  de rassembler tous les styles et pratiquants d'arts martiaux vietnamiens, et ce, quel que soit leur horizon d'origine.
Ce groupement international s'emploie en outre à faire signer des protocoles d'accords et de reconnaissances avec des groupes déjà constitués.
En 2008, le Groupement international était surtout implanté en France et au Maroc.
Peu enclin à la compétition, le mouvement viet quyen anh cong phu organise cependant des rencontres amicales et ludiques lors de chaque réunion telles que les Grands rassemblements Traditionnels. Ces rencontres d'oppositions, bien que pratiquement sans interdit, développent le côté festif de l'événement. Quant aux tournois techniques, ils mettent en avant la haute technicité des arts vietnamiens de combat.

## Le système de grades international
Créée à l'initiative de l'école tam Quyen dao, cette structure se distingue par son système de niveaux. En effet les grades (échelle ou bac-thang) qui sont décernés sont des appellations traditionnelles, qui ont fait l'objet d'une protection à l'INPI. On notera qu'il n'y a que 6 échelons répartis en 2 groupes de 3 grades qui sont : les grades de perfectionnement et les grades de maîtrise et enfin un septième grade (à part) qui est un titre honorifique.

### Le symbolisme des grades traditionnels
Le choix de ces grades est symbolique. Le nombre de groupes (2) représente le yin et le yang, les grades de perfectionnement étant assimilés à la construction du corps et de la technique, les grades de maitrise représentent quant à eux, la maitrise et le perfectionnement de l'esprit.
Le nombre de niveaux à l’intérieur des groupes est ternaire (le 3 est choisi pour ramener la dualité du 1 et du 2 à l'unité par le 3. Il symbolise "l'homme trait d'union entre le ciel et la terre". Les titres étaient initialement prévus pour n'être qu'au nombre de 5 au total (symbole de l'homme), avec ses 5 sens, 5 doigts, 5 parties du corps, etc. Les fondateurs ont finalement choisi la possibilité de décerner 6 niveaux différents, puisque le 6 est assimilé à la perfection. Le 7e titre est purement honorifique, il est destiné aux Maitres âgés ou décédés, le chiffre 7 étant généralement présenté comme étant le nombre divin.
Chaque grade ou bac-thang correspond à une couleur.

### Les différents grades
3 grades de perfectionnement
- Vo-sinh : 1er degré (couleur jaune en référence à l'Asie, l'art martial à fleur de peau)
- Huan luyen Vien : 2e degré (Jaune bordé rouge, l'art martial dans la peau)
- Su pho : 3e degré (jaune bordé rouge et 3 barrettes rouges, l'art imprègne le corps)

3 grades de maîtrise
- Vo su : 4e degré (pavés rouges et jaunes, l'art entre dans le sang)
- Su phu : 5e degré (couleur rouge, l'art est dans le sang)
- Dai su : 6e degré (pavés rouges et blancs, l'art passe du sang aux os et à l'esprit)

1 grade honorifique
- Su to (ceinture blanche bordée rouge, l'art dans les os et le pur esprit)